# The Grand Doubletree
The Grand DoubleTree, también conocido como Hilton Grand Hotel Biscayne Bay o simplemente The Grand, es un edificio de 111 metros de altura en el lado norte del centro de Miami, Florida, Estados Unidos. Se encuentra dentro del distrito de Omni. Fue terminado en 1986 y diseñado por la firma de arquitectura Toombs, Amisano y Wells. Es un condominio y un hotel. De la planta 3 a la 9 lo ocupan habitaciones de hotel. Los pisos 10-42 contienen más de 830 unidades para oficinas y comercios. La parte del hotel contiene 152 habitaciones, y fue renovado en 2004. El edificio tiene casi 325.000 metros cuadrados de superficie. 
Se encuentra a una manzana al norte de la estación Adrienne Arsht Center station, y a dos cuadras al noreste del Centro de Artes Escénicas de Adrienne Arsht. Está directamente conectado por Skywalk al centro comercial Omni International Mall. Su patio trasero es el Sea Isle Marina, sede del Salón Náutico Internacional de Miami.
Los pisos del condominio del edificio tienen dos grandes atrios en el lado este y oeste.

## Galería

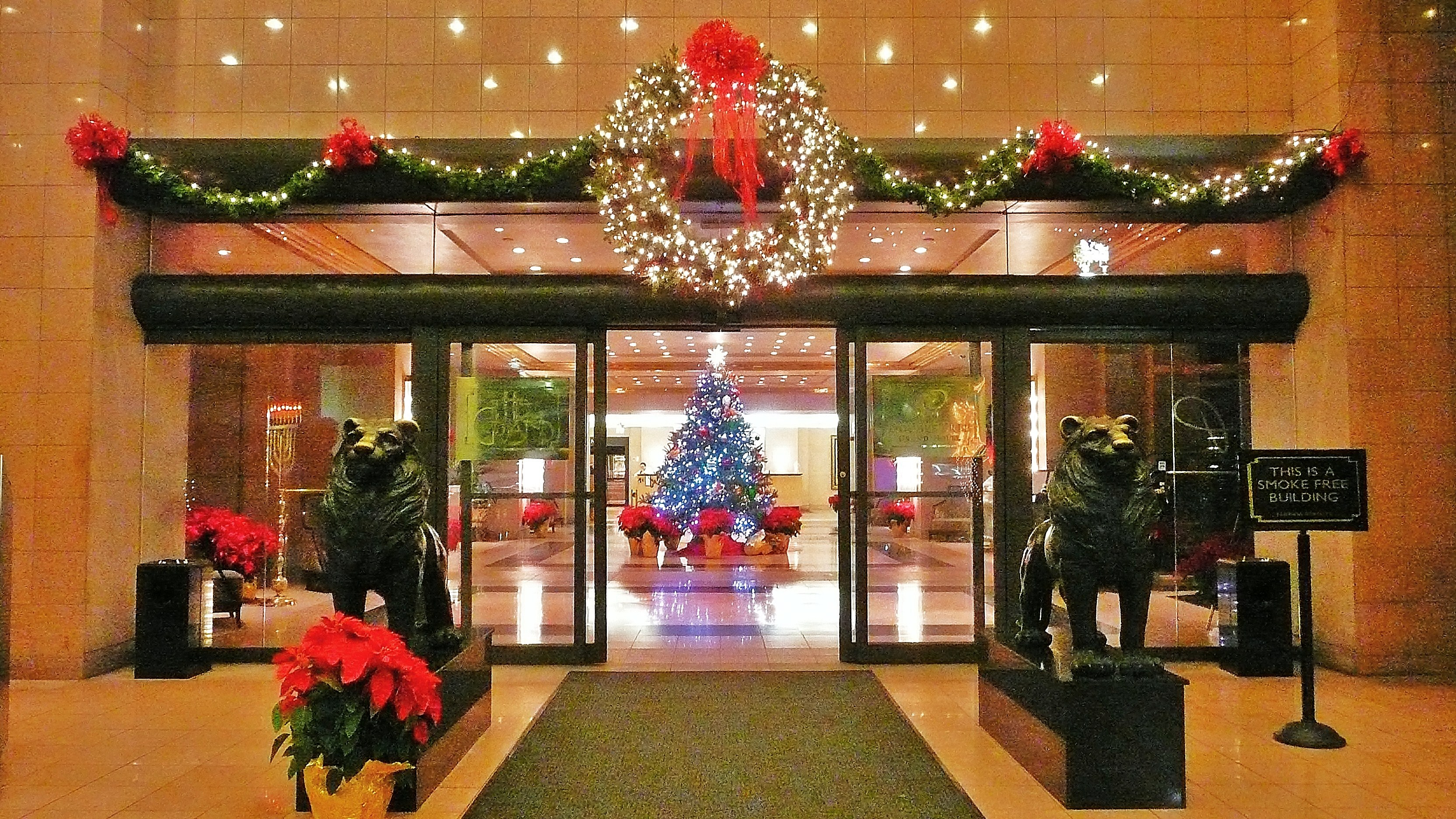
Entrada al Magnífico durante Navidad 2010
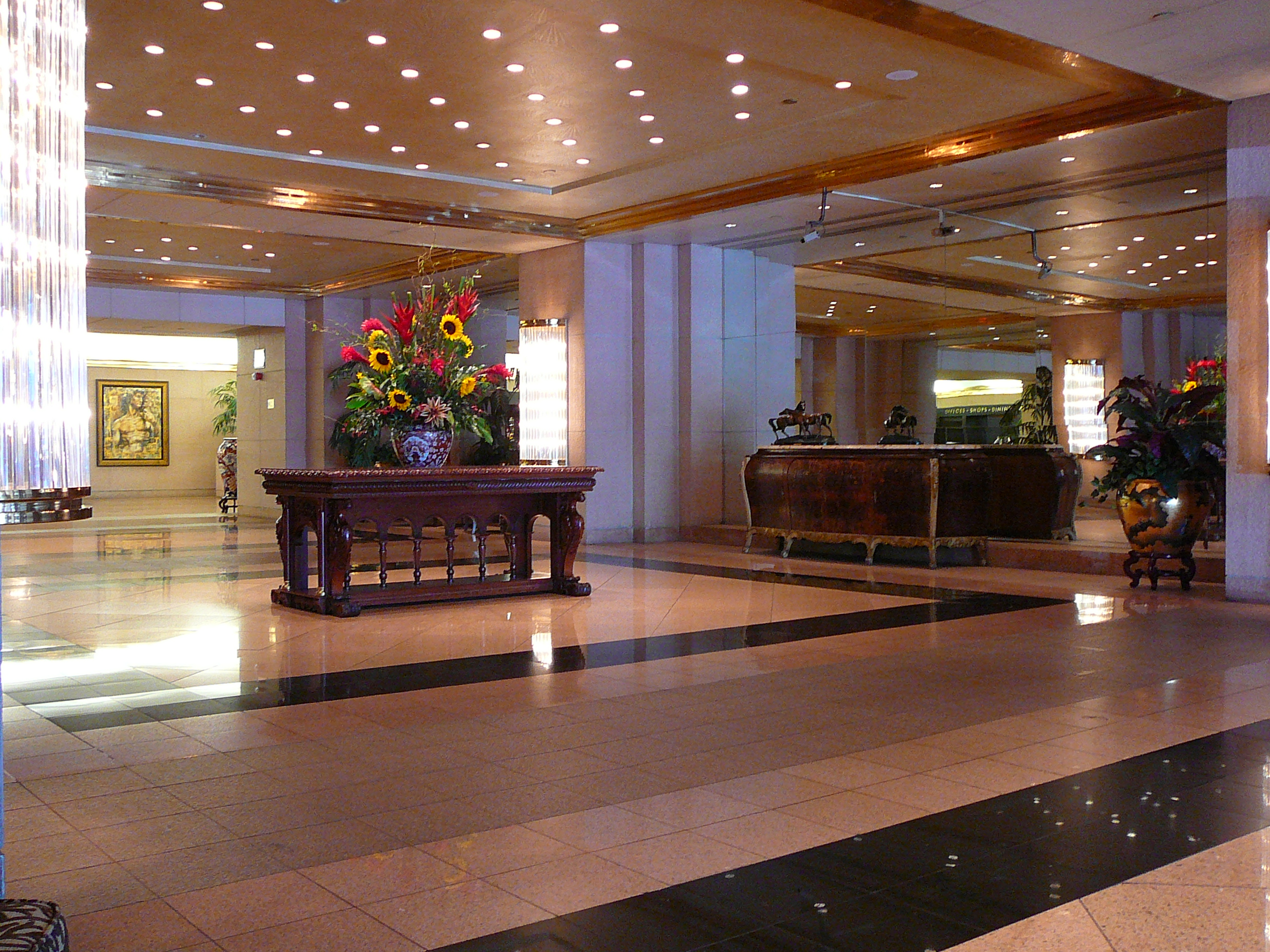
El vestíbulo del Magnífico
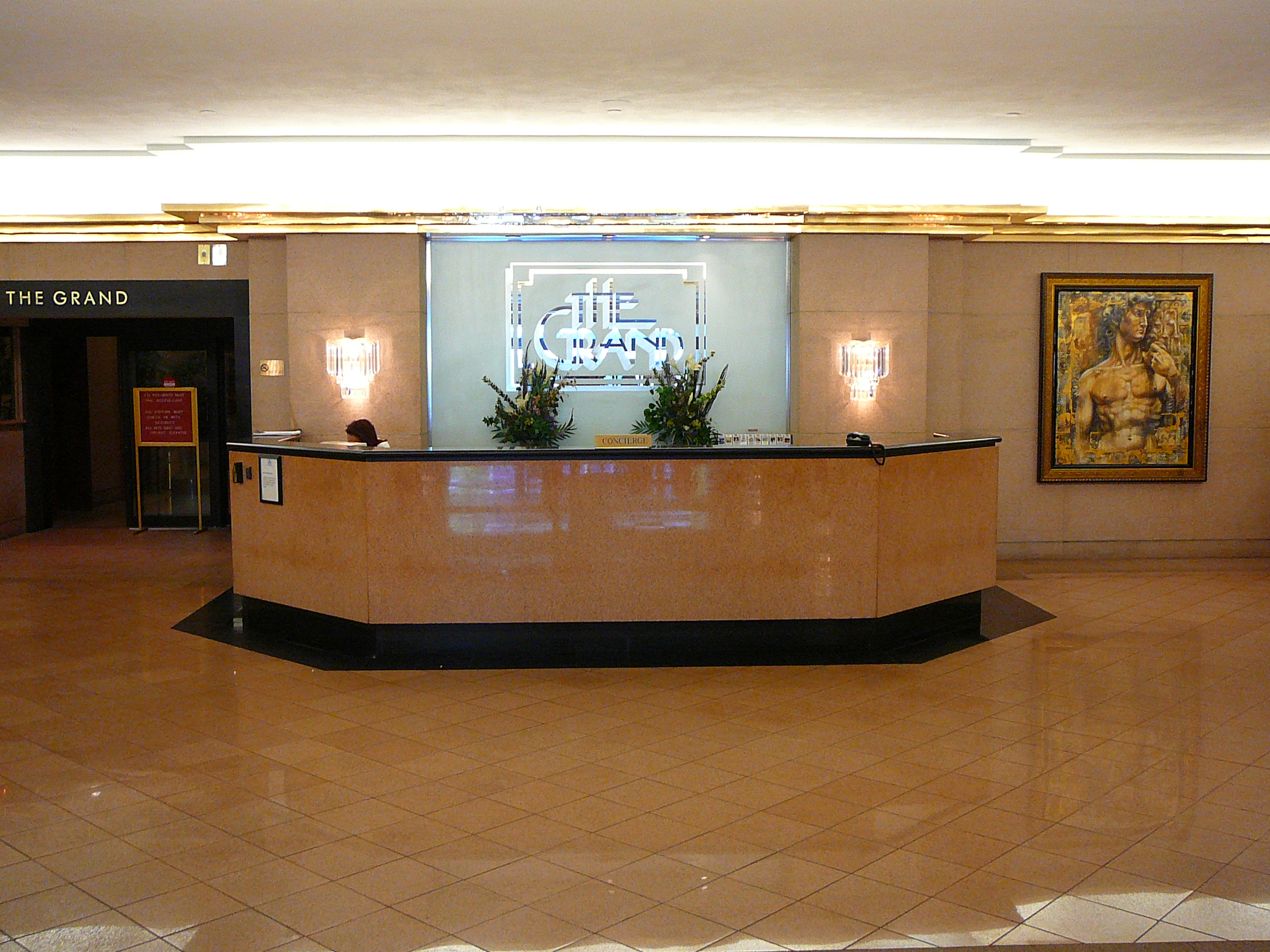
Escritorio de conserje
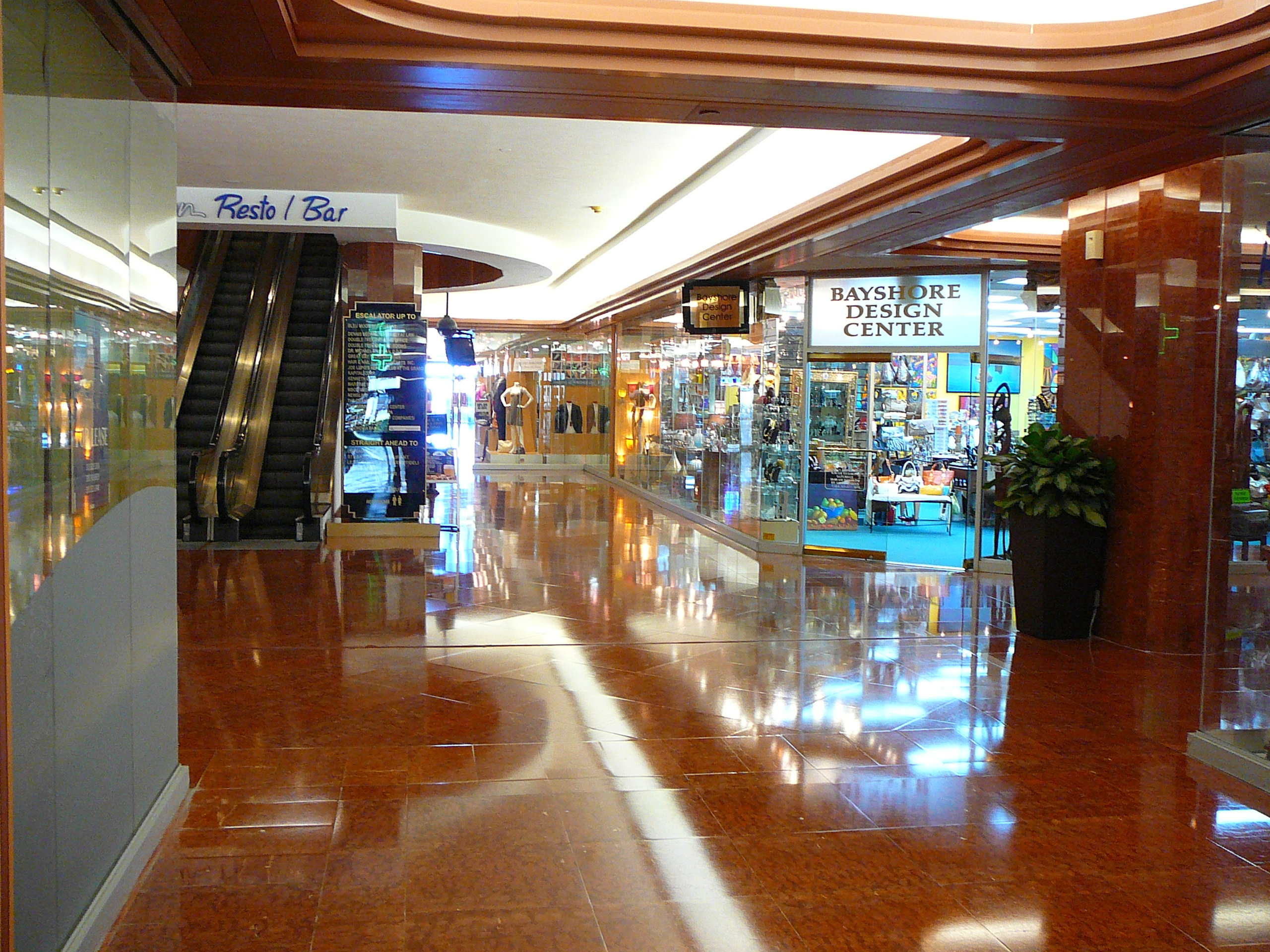
Porción del centro comercial (1.º nivel)
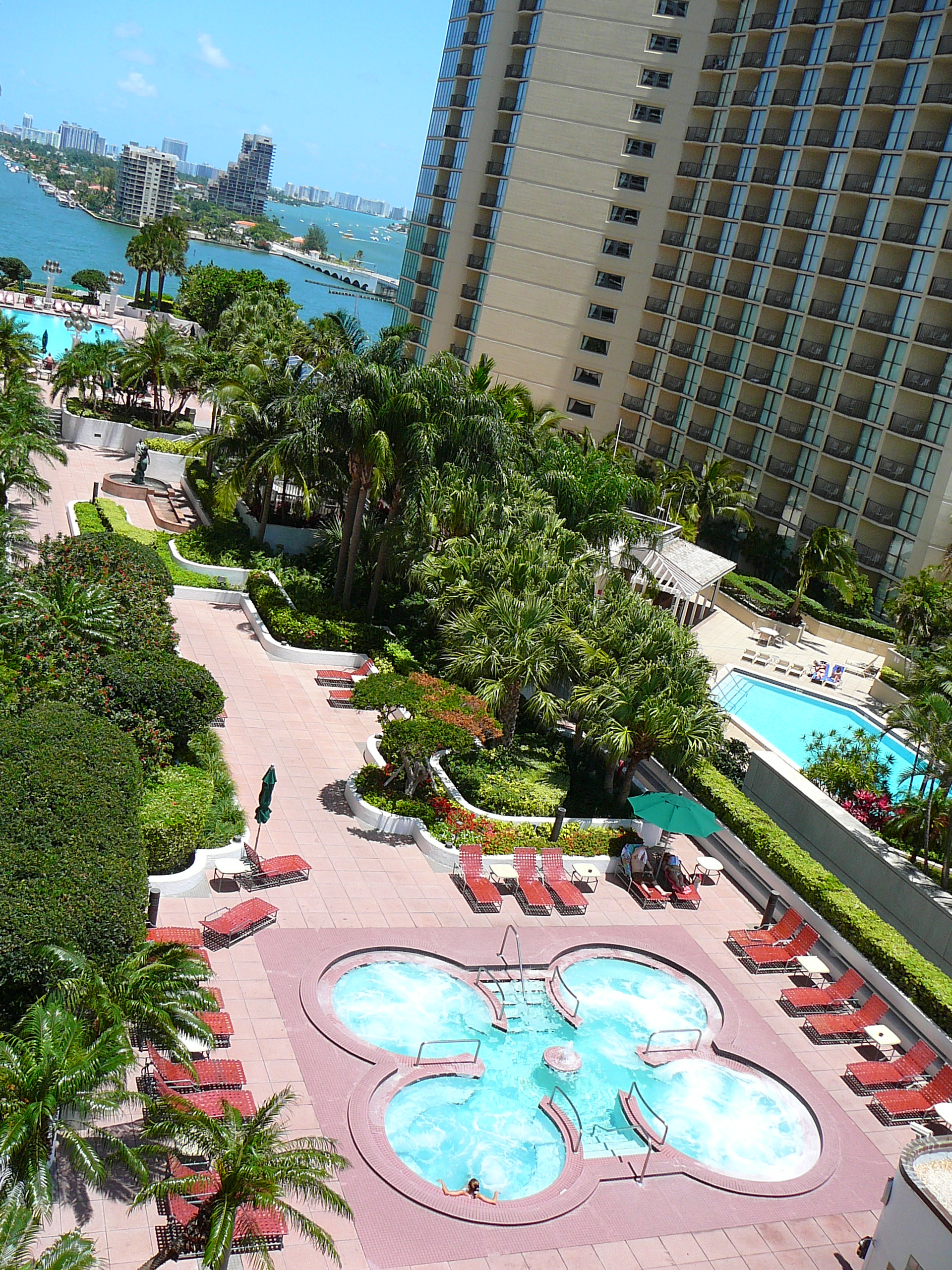
La 10.ª piscina de piso cubierta
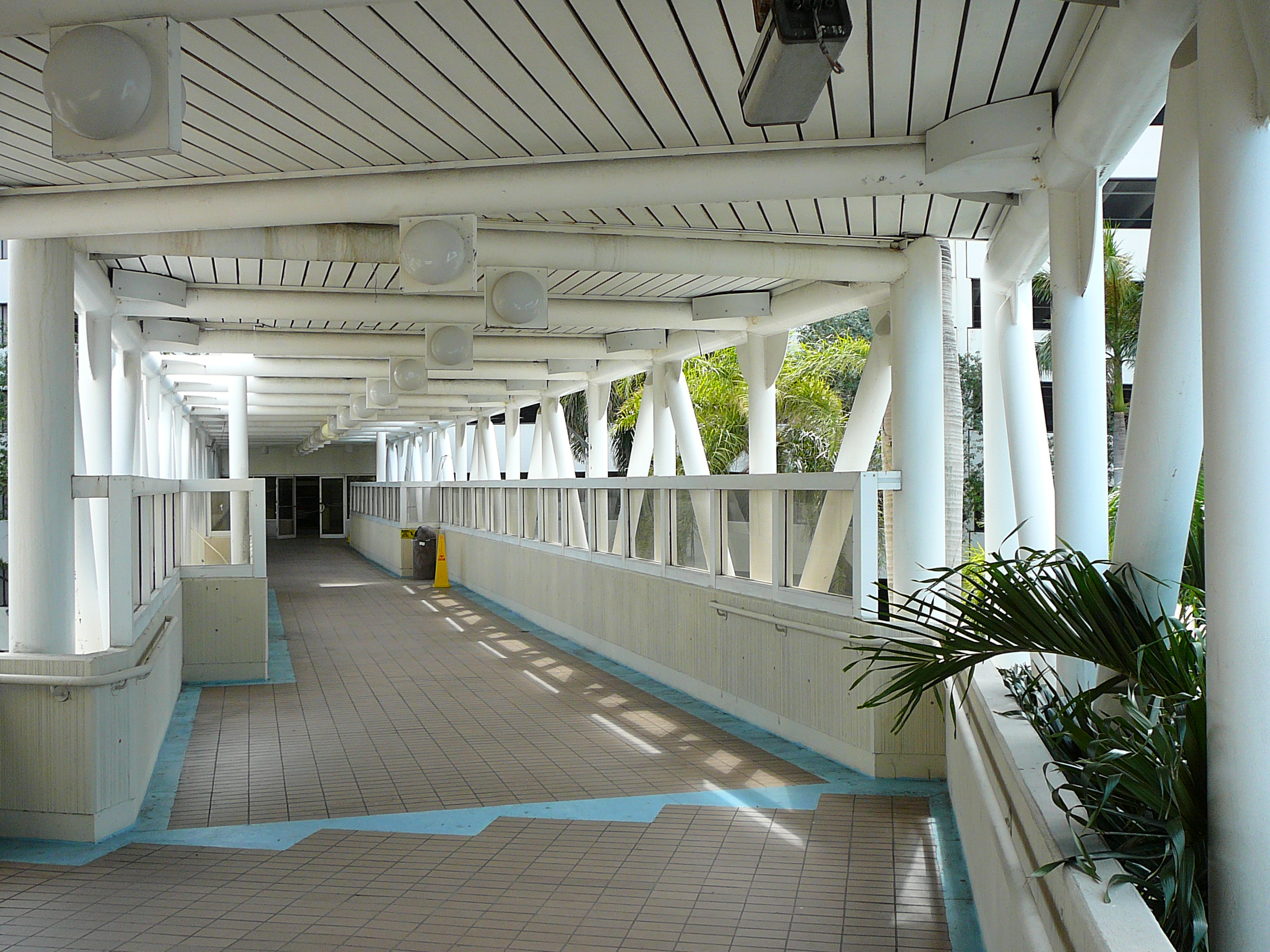
El skywalk conectando el Omni
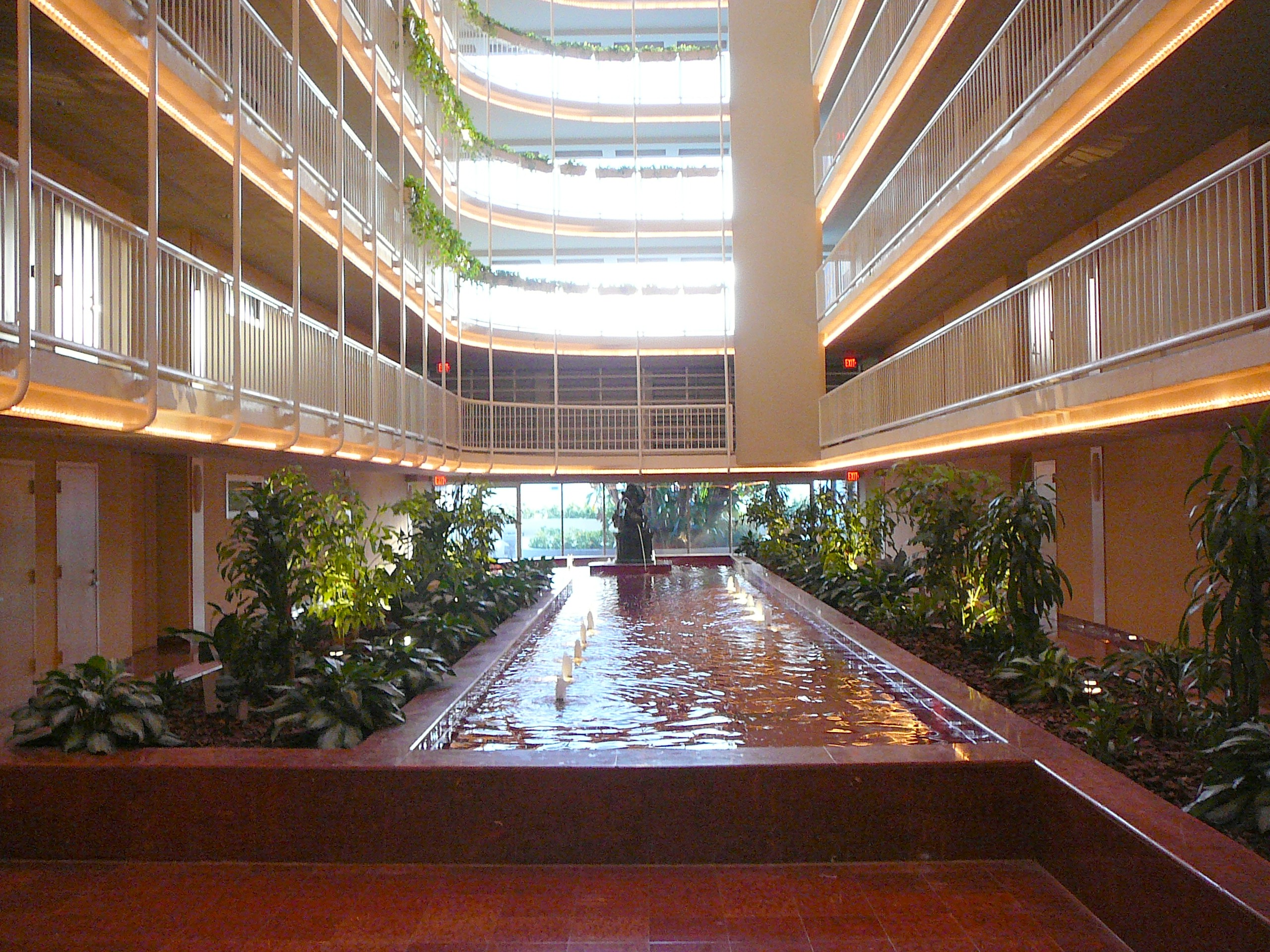
El atrio del oeste (10.º piso)
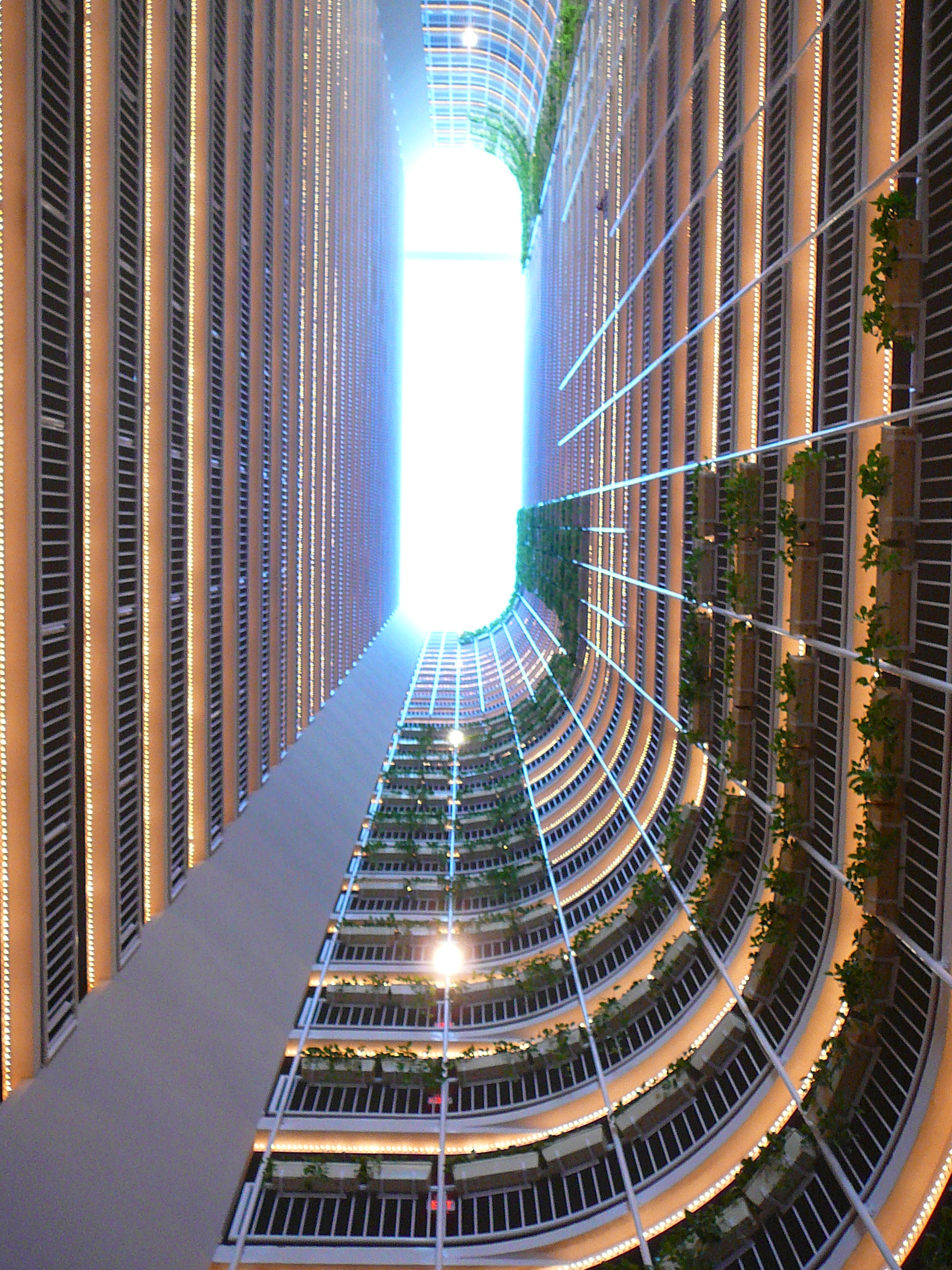
El atrio del oeste, mirando arriba
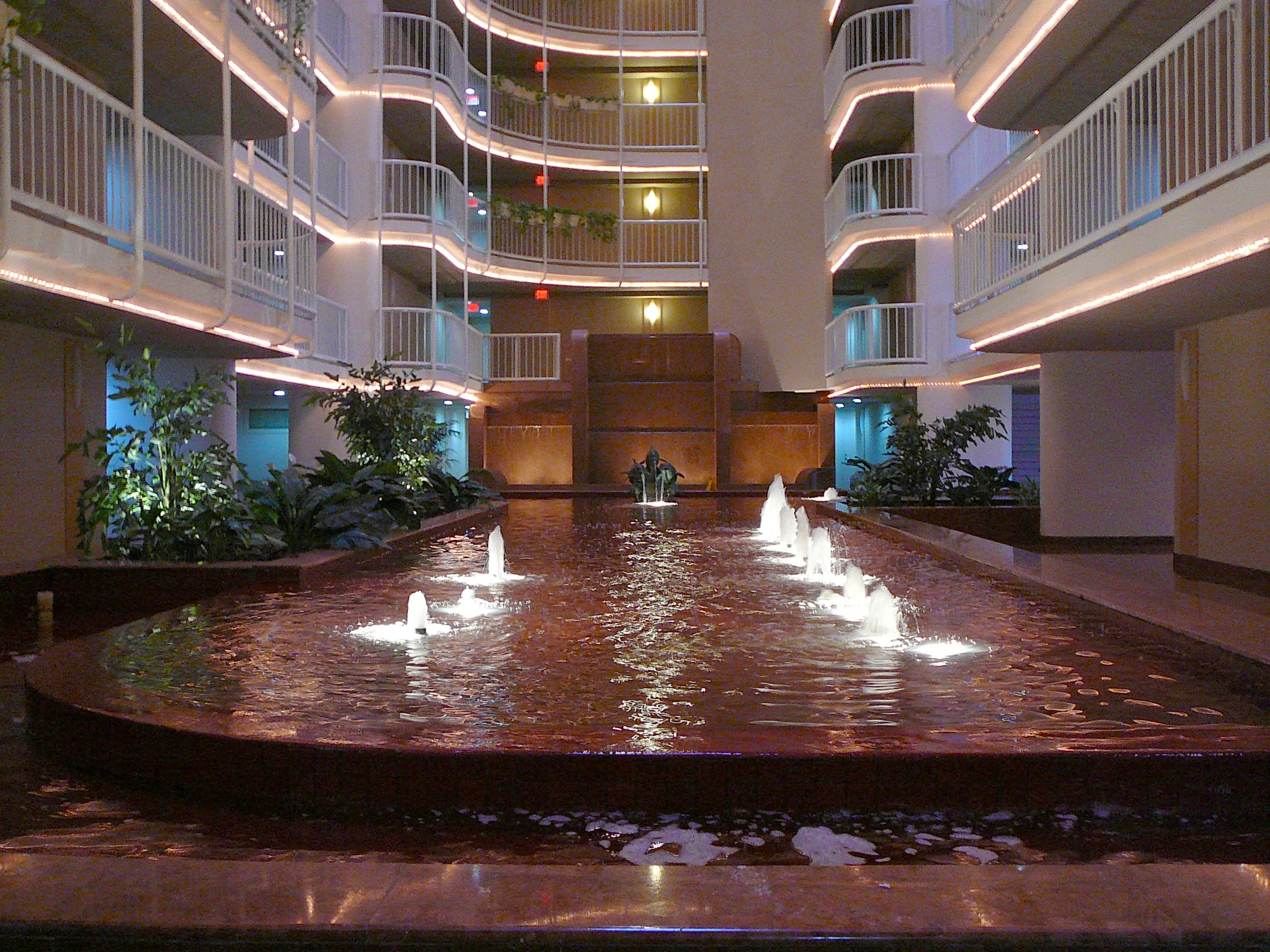
El atrio del este (10.º piso)
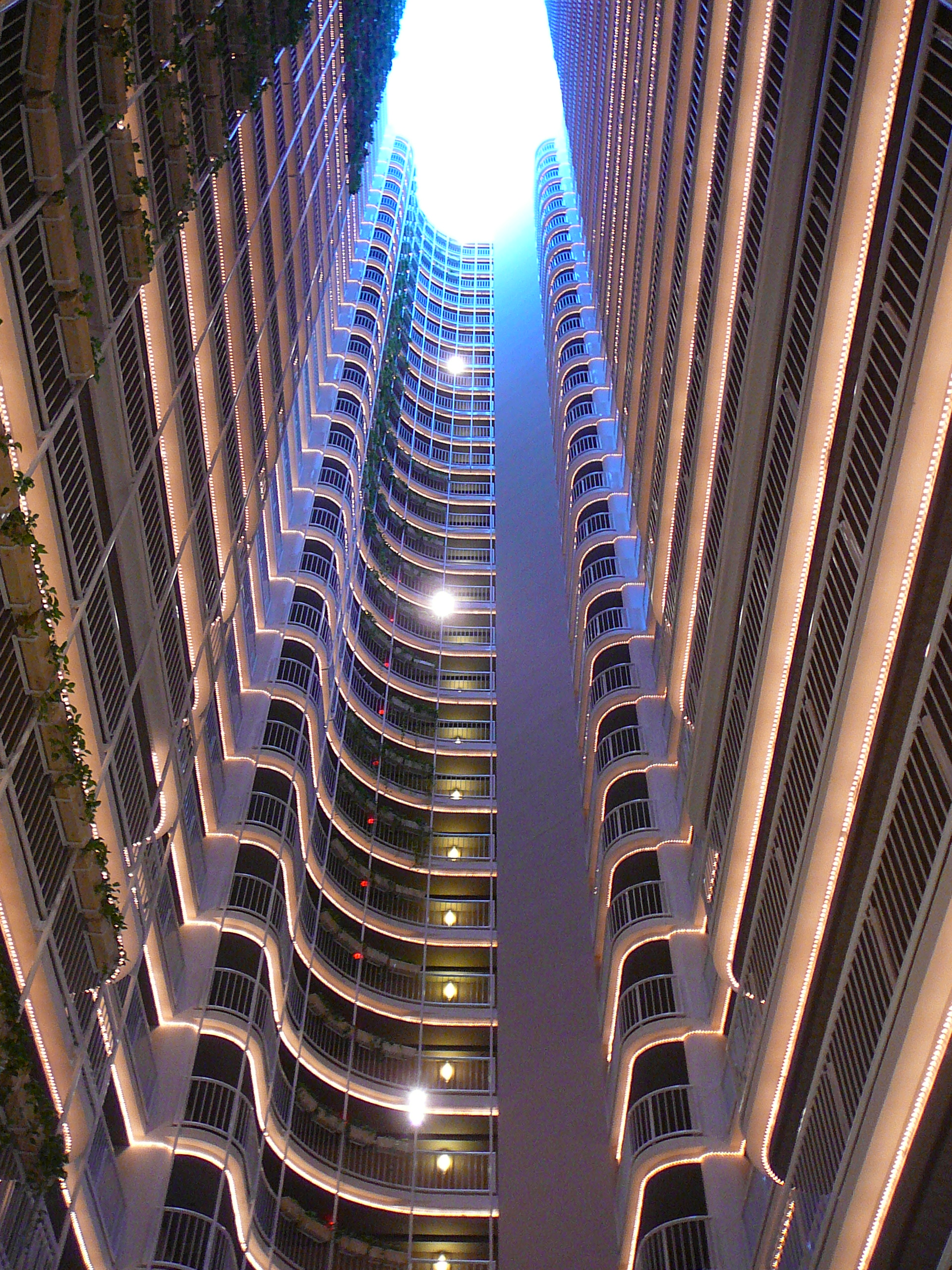
El atrio del este, mirando arriba